# Federació de Fogueres d'Alacant
La Federació de Fogueres d'Alacant és l'organisme independent encarregat de coordinar les festes de la ciutat d'Alacant, formada per totes les federacions de fogueres i barraques de la ciutat. S'estableixen en la Casa de la Festa d'Alacant.
En 1932 es realitza la primera tria de Bellea del Foc i en 1933 es realitza per primera vegada la primera palmera. Des de 1940, després de la Guerra Civil Espanyola, la Comissió va reagrupar totes les comissions festeres de la ciutat, tal com funciona en l'actualitat, realitzant les festes de forma ininterrompuda.